# 恩斯特·哈佩尔
恩斯特·哈佩尔（Ernst Happel，1925年11月29日—1992年11月14日）。 奥地利足球运动员与教练。

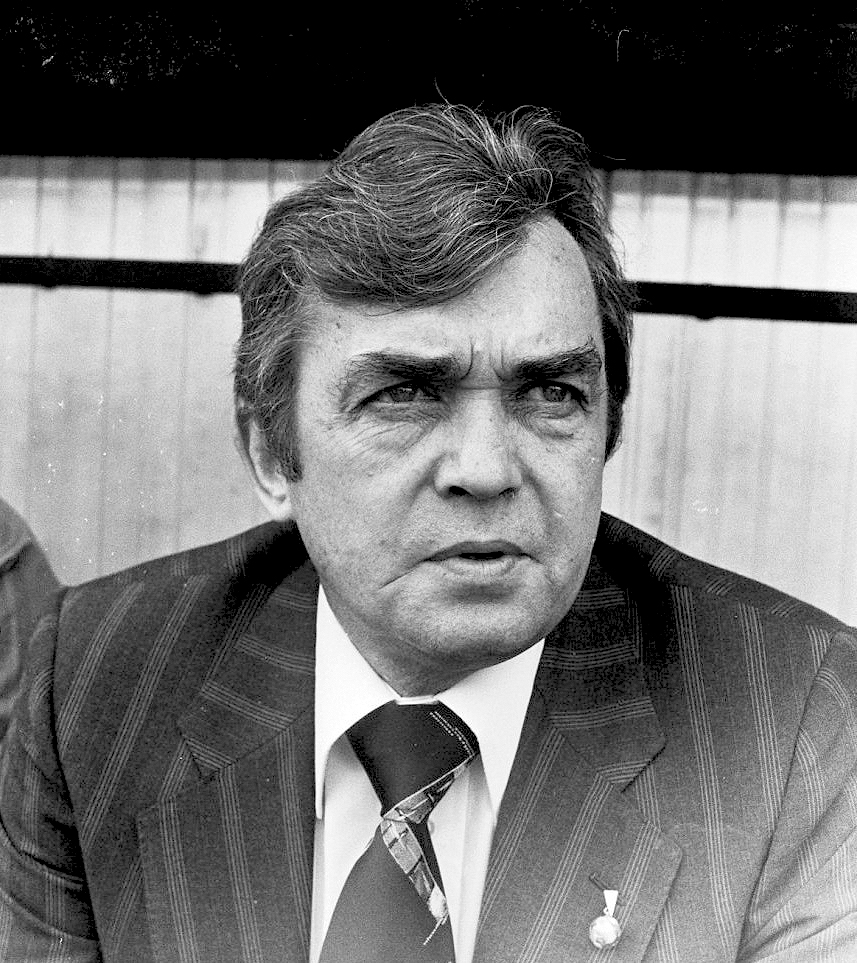
恩斯特·哈佩尔

其1970-80年代的教練生涯成績尤其突出，雖然他早年執教（1960年代首教7年於海牙）的成績只屬一般，但轉投海牙宿敵飛燕諾後，執教成績開始突飛猛進，並先後於多間球會執教中取得良好成績。
他曾率領三支不同球队闯入欧洲冠军杯决赛（1970年飛燕諾、1978年布魯日、1983年漢堡），两次夺冠（1970年费耶诺德、1983年汉堡），成為「第一位帶領三支不同球队闯入歐冠盃决赛」和「第一位帶領兩支不同足球隊獲得歐冠盃錦標」的足球領隊，並在四个不同的最高級別足球联赛（荷甲、比甲、德甲和奧超）和四個不同的最高級別國內足球盃賽（荷兰杯、比利时杯、德国杯和奥地利杯）夺冠，被称为“魔术师”。
球員生涯基本都在維也納迅速渡過，惟作為領隊，他從未執教過這隊母會。

## 足球运动员生涯
- 1943年-1954年、1956年-1959年，哈佩尔为維也納迅速效力十四个赛季，获得七次奥地利全國聯賽冠军。
- 1954年-1956年，哈佩尔在巴黎竞技俱乐部（Racing Club de France Football）效力。
- 哈佩尔为奥地利国家足球队出场51次，射入5球，并在1954年瑞士世界杯获得季軍。

## 教练生涯
- 1962年-1969年： 在荷兰海牙任教，于1968年获得荷兰杯。
- 1969年-1973年： 任荷兰飛燕諾主教练。期间于1970年获得欧洲冠军杯，這是荷蘭球會的第一個，也是飛燕諾至今唯一一個歐冠杯冠軍，同年末又贏得豐田盃；1971年又获得荷甲联赛冠军。不過，在不久之後，飛燕諾宿敵阿積士由米高斯帶隊、约翰·克鲁伊夫領銜下，建立了阿積士王朝，在1970年代初期横掃兩屆荷甲（1972年、1973年）和連續三屆歐冠盃（1971年、1972年和1973年），飛燕諾在同期比較之下，相對黯然失色，最終哈佩爾於1973年4月末離開飛燕諾，並曾短暫任教當時仍在西乙聯賽的塞维利亚（1973年8月1日-12月17日）。
- 1974年-1978年： 任比利时布魯日主教练，连续获得三个赛季的比甲联赛冠军和一座比利时杯；并进入1975年-1976年欧洲联盟杯和1977年-1978年欧洲冠军杯决赛，均负于歐戰專家利物浦而获得亚军。
- 1977年-1978年： 兼任荷兰国家足球队主教练，因在决赛中输给阿根廷而获得世界杯亚军，随即辞职。
- 1979年上半年，他也曾短暫任教和比甲球隊K.R.C. Harelbeke（1979年1月1日-6月30日），後來又到皇家標準列治任教兩季，直到1981年夏天。
- 1981年-1987年： 任西德漢堡主教练，获得两次德甲联赛冠军，一次德国杯，以及球會史上唯一一次欧冠杯冠軍（1983年）。不過，80年代中期，西德國內班霸拜仁慕尼黑復甦，並連奪三屆德甲聯賽冠軍（1985年、1986年、1987年），也變相令漢堡體育會失色，最終哈佩爾帶領漢堡奪得1987年德國盃後，於同年夏季離開球會。
- 1987年-1991年： 任奥地利蒂羅爾施華洛世奇 (FC Swarovski Tirol) 主教练，也是首次執教奧地利的球會，最終获得两次奥超联赛冠军和1次奧地利盃。
- 1992年：        元旦時被任命為奥地利国家足球队主教练，但不久因肺癌病逝。为纪念恩斯特·哈佩尔，奥地利最大的体育场被命名为恩斯特·哈佩尔球场。

## 執教球隊榮譽

### 荷兰ADO海牙(ADO Den Haag)
- 執教日期：1962年7月1日–1969年3月13日
  - 荷兰杯冠军：1967/68  (第一個最高級別國內足球盃賽冠軍)

### 荷兰费耶诺德(Feyenoord)
- 執教日期：1969年7月1日–1973年4月29日
  - 欧洲冠军联赛 冠军：1969/70  (第一個歐冠盃冠軍)
  - 豐田盃 冠军：1970
  - 荷兰足球甲级聯賽 冠军：1970/71 (第一個最高級別足球聯賽冠軍: 荷甲)

### 比利时布魯日(Club Brugge)
- 執教日期：1974年1月1日–1978年10月31日
  - 比利时足球甲级聯賽 冠军：1975/76, 1976/77, 1977/78 (第二個不同最高級別足球聯賽冠軍: 比甲)
  - 比利时杯 冠军：1976/77  (第二個不同最高級別國內足球盃賽冠軍)
  - 欧洲联盟杯 亚军：1975/76
  - 欧洲冠军联赛 亚军：1977/78

### 荷兰(The Netherlands)
- 執教日期：1977年8月31日-1978年6月25日
  - 世界杯足球赛 亚军：1978

### 比利时皇家標準列治(Standard Liège)
- 執教日期：1979年7月1日–1981年6月30日
  - 比利时杯 冠军：1980/81
  - 比利时足球甲级聯賽 亚军：1979/80

### 西德汉堡体育會(Hamburger SV)
- 執教日期：1981年7月1日–1987年6月30日
  - 德国足球甲级聯賽 冠军：1981/82, 1982/83 (第三個不同最高級別足球聯賽冠軍: 德甲)
  - 欧洲冠军联赛 冠军：1982/83 (第二支不同球隊歐冠盃冠軍)
  - 德国杯 冠军：1986/87  (第三個不同最高級別國內足球盃賽冠軍)
  - 欧洲联盟杯 亚军：1981/82
  - 欧洲超级杯 亚军：1983
  - 豐田盃 亚军：1983

### 奥地利施華洛斯基提洛爾(FC Swarovski Tirol)
- 執教日期：1987年7月1日–1991年12月1日
  - 奥地利足球超级聯賽 冠军：1988/89, 1989/90 (第四個不同最高級別足球聯賽冠軍: 奧超)
  - 奥地利杯 冠军：1988/89 (第四個不同最高級別國內足球盃賽冠軍)